# Phlegra pori
Phlegra pori là một loài nhện trong họ Salticidae.
Loài này thuộc chi Phlegra. Phlegra pori được Jerzy Prószyński miêu tả năm 1998.